# Meteorologiåret 1988

## Händelser

### Februari
- 12 februari – I västra Minnesota, USA råder en värmebölja, och köld i de östra delarna [1].
- 22 februari – I Brasilien dödas minst 300 personer, och 2 000 blir hemlösa, då skyfall slår till.[2]

### Mars
- Mars – I El Salto, Colombia uppmäts temperaturen + 42.0°C (107.6°F), vilket blir Colombias dittills högst uppmätta temperatur någonsin [3].
- 6-7 mars – 174 centimeter snö uppmäts i Fjällnäs, Sverige vilket innebär snödjupsrekord för Härjedalen [4].
- 12-13 mars – 174 centimeter snö uppmäts återigen i Fjällnäs, Sverige, vilket innebär att förra veckans snödjupsreko för Härjedalen tangeras [4].
- 15 mars – 140 centimeter snö uppmäts i Naggen, Sverige vilket innebär att snödjupsrekordet för officiell station i Medelpad från 1981 tangeras [5].

### April
- April-oktober - Torka härjar i Minnesota, USA [6].

### Maj
- 4 maj – Vid Vágar flygplats, Färöarna uppmäts temperaturen - 10.0 °C, vilket blir Färöarnas lägst uppmätta temperatur för månaden [7].

### Juni
- 10 juni – Vid Narsarsuaq, Grönland uppmäts temperaturen + 23.1 °C, vilket blir Grönlands högst uppmätta temperatur för månaden [8].

### Augusti
- Augusti – I Sudan leder våldsamma skyfall, efter åtta års torka, i början av månaden till svåra översvämningar.[2]

### September
- September - En cyklon vid månadens början gör 30 miljoner hemlösa och dödar över 500 i Bangladesh [9].
- 9-17 september - Orkanen Gilbert drabbar Västindien och Mexiko [10].
- 11-12 september – 148 millimeter nederbörd faller över Höglekardalen, Sverige vilket innebär nederbördsrekord inom 24 timmar för Gästrikland, men då det infaller inom två dygn kan det inte räknas som dygnsnederbördsrekord [11].

### Oktober
- Oktober – I Mount Mawson, Tasmanien, Australien faller 984,0 millimeter regn under månaden, vilket blir regnrekord för en månad i Tasmanien [12].

### November
- 16 november - Minnesota, USA drabbas av en svår snöstorm [13].
- 26 november - Minnesota, USA drabbas av en svår snöstorm [13].

### December
- 24 december - I Sverige drabbas sydöstra Götaland av kraftiga snöfall på julafton medan underkylt regn i de mellersta delarna ger halka [14].
- 30 december – Ett oväder i och kring Leksandbygden, Sverige skapar byvindar på 29 per sekund i Mora [15].

### Okänt datum
- I Sverige inför SMHI begreppet "vackra semesterdagar" [16].

### Fotnoter
1. ↑  ”Arkiverade kopian”. Arkiverad från originalet den 26 juli 2010. https://web.archive.org/web/20100726102650/http://www.climate.umn.edu/pdf/day_in_weather_history/february_wx_history.pdf. Läst 16 februari 2011.
2. 1 2   Horisont 1988. Bertmarks
3. ↑  Masters, Jeff (7 augusti 2010). ”National heat records set in 2010”. Weather Underground. Arkiverad från originalet den 20 augusti 2010. https://web.archive.org/web/20100820002618/http://www.wunderground.com/blog/JeffMasters/comment.html?entrynum=1569. Läst 4 februari 2011.
4. 1 2  SMHI
5. ↑  SMHI
6. ↑  ”Arkiverade kopian”. Arkiverad från originalet den 11 december 2006. https://web.archive.org/web/20061211033440/http://climate.umn.edu/pdf/drought88.pdf. Läst 21 november 2006.
7. ↑  DMI
8. ↑  DMI
9. ↑  Horisont 1988, Bertmarks förlag, sidan 191 - Tre fjärdedelar av Bangladesh under vatten
10. ↑  Horisont 1988, Bertmarks förlag, sidan 200-201 - Orkanen Gilbert katastrof över Centralamerika
11. ↑  SMHI
12. ↑  ”Australian Temperature Extremes”. Bureau of Meteorology. 1 april 2009. http://www.bom.gov.au/climate/extreme/records/national.pdf. Läst 4 februari 2011.
13. 1 2  Famous Minnesota Winter Storms (Listed Chronologically) Arkiverad 7 januari 2009 hämtat från the Wayback Machine.
14. ↑  John Pohlmans blogg 23 december 2010 - Julhelger, en tillbakablick Arkiverad 26 december 2010 hämtat från the Wayback Machine.
15. ↑  SMHI
16. ↑  SMHI Arkiverad 8 februari 2011 hämtat från the Wayback Machine.